# 理察·斐茲洛伊
理察·斐茲洛伊（Richard FitzRoy，1190年—1246年6月），契罕男爵，英格蘭國王約翰的私生子；母親瓦倫納的阿黛拉是約翰的堂姐妹，外祖父阿默蘭是祖父亨利二世的私生兄長、外祖母瓦倫納的阿默蘭是薩里女伯爵。
第一次男爵戰爭時，理察在父親的軍隊中擔任上尉；1216年，擔任沃靈福德城堡的保安官。次年，參與三明治戰役（Battle of Sandwich）的海戰。